# Mammal Species of the World
Mammal Species of the World: A Taxonomic and Geographic Reference este o lucrare de referință standard în mamalogie care oferă descrieri și date bibliografice pentru speciile cunoscute de mamifere. Este acum la a treia ediție, publicată la sfârșitul anului 2005, care a fost editată de Don E. Wilson și DeeAnn M. Reeder.
O versiune online este găzduită de Universitatea Bucknell, din care numele speciei pot fi descărcate ca un dicționar personalizat. O versiune online parțială este disponibilă la Google Cărți (a se vedea „Legături externe” de mai jos).
Comitetul de verificare este însărcinat cu compilarea și actualizarea MSW. În raportul său anual pentru 2015, Comitetul a observat că este sub contract cu Johns Hopkins Press pentru cea de-a patra ediție a MSW, care va fi editată de DeeAnn M. Reeder și Kristofer M. Helgen. Baza de date a fost editată pentru autori, ceea ce a dus la actualizări mai frecvente ale site-ului web. Publicarea a fost programată pentru 2017.